# Texasgoffer
De texasgoffer (Geomys personatus)  is een zoogdier uit de familie van de goffers (Geomyidae). De wetenschappelijke naam van de soort werd voor het eerst geldig gepubliceerd door True in 1889.

## Voorkomen
De soort komt voor in Mexico de Verenigde Staten.